# بيلي كان
بيلي كان (بالإنجليزية: Billy Cann)‏ هو لاعب دوري الرغبي نيوزيلندي، ولد في 1882 في سيدني في أستراليا، وتوفي في 1958 في Manly, New South Wales ‏ في أستراليا.